# Tteel Kkak
Tteel Kkak a Csillagok háborúja elképzelt univerzumának egyik szereplője.

## Leírása
Tteel Kkak a dzsava fajhoz tartozó férfi, aki a galaktikus polgárháború alatt a Tatuinon élt.
Ez a sárga szemű dzsava a Kkak klánba tartozott.

## Élete
Ez a dzsava egy homokkúszó kapitánya volt. Ő volt az, aki rábukkant Grizzid lezuhant űrhajójára. Ebben az űrhajóban egy rancort szállítottak. Tteel Kkak szólt a rancorról Jabba, a hutt két hadnagyának a twi’lek Bib Fortunának és a koréliai Bidlo Kwervének. Ez az a rancor, amelyet később Luke Skywalkerre uszítottak.

## Megjelenése a képregényekben
Erről a dzsaváról az „A Boy and His Monster: The Rancor Keeper's Tale” című képregényben olvashatunk először.

## Fordítás
- Ez a szócikk részben vagy egészben a Tteel Kkak című Wookieepedia-szócikk fordítása. Az eredeti cikk szerkesztőit annak laptörténete sorolja fel.